# Храм Державной иконы Божией Матери (Донецк)
Храм Державной иконы Божией Матери —  православный храм в городе Донецке Ростовской области. Относится к Донецкому благочинию Шахтинской епархии Русской православной церкви.

## История
В 1996 году городская администрация Донецка выделила под молитвенный дом бывший склад и земельный участок в безвозмездное пользование. Указом Ростовской-на-Дону епархии первым настоятелем был назначен протоиерей Александр Волков и образован приход. Отец Александр на новом месте служения успел поднять стены нового храма. Проект колокольни реализовывал его преемник — протоиерей Сергий Моргун. Завершение строительства затем затянулось. 15 мая 2009 года на службу в строящийся храм прибыл молодой священник иерей Владимир Татаркин. В 2011 году храм под руководством архитектора Г. Д. Старых был возведён (по его проекту построена также Церковь Покрова Пресвятой Богородицы в соседнем Каменске-Шахтинском). В 2014 году на нём были установлены купола и колокола. В этом же году он был освящён.
В храме проводится не только служба, но и духовно-просветительская, миссионерская и социальная деятельность. Образовано сестричество, оказывающее социальную помощь неимущим, многодетным, беженцев, а также окормляя городской Центр помощи семье и детям и два дома престарелых. При храме открыта воскресная школа «Держава», строится трапезная.
Остановку общественного транспорта, ранее называвшуюся «37-й магазин», переименовали в «Державный храм».

## Фотогалерея

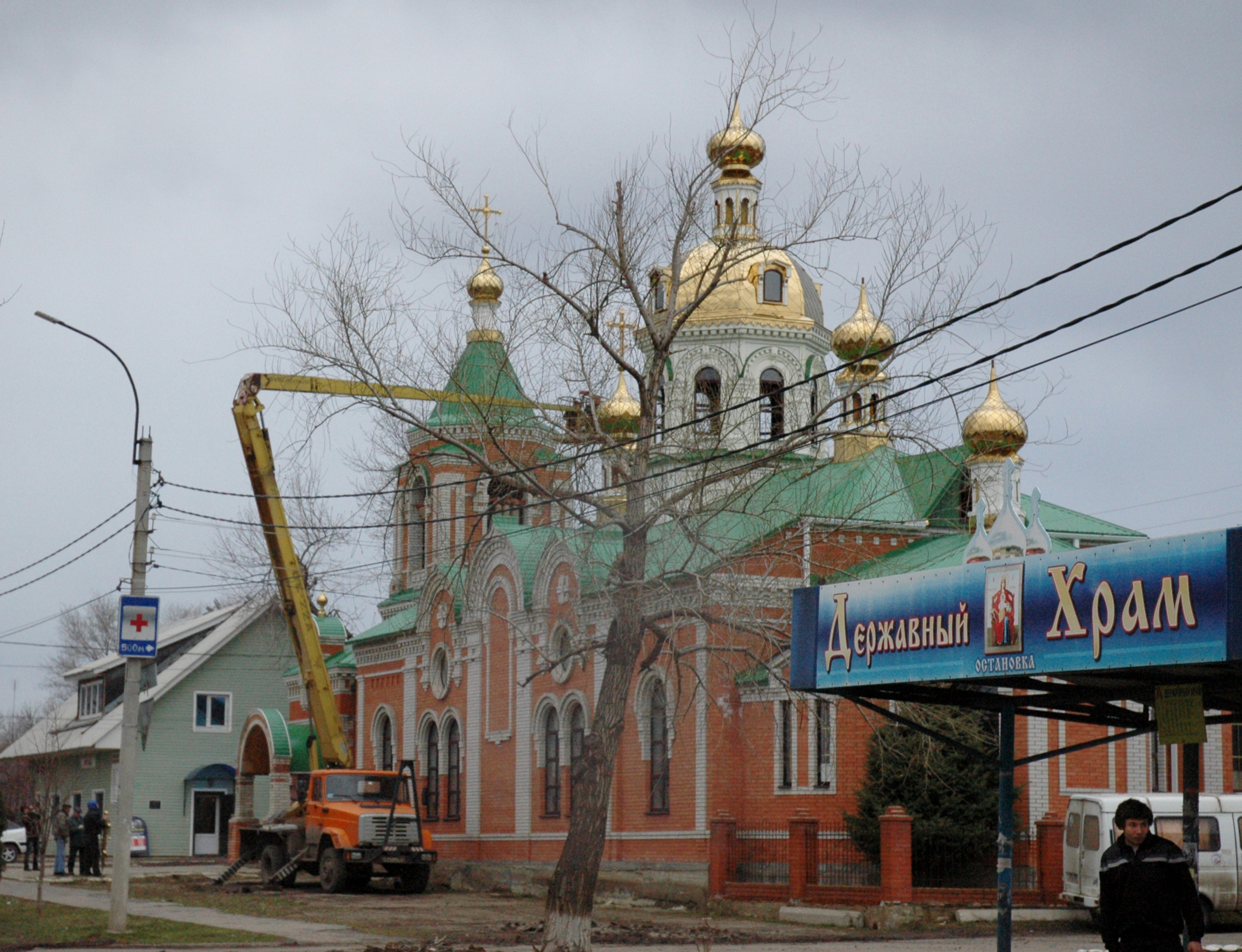
Остановка имени храма
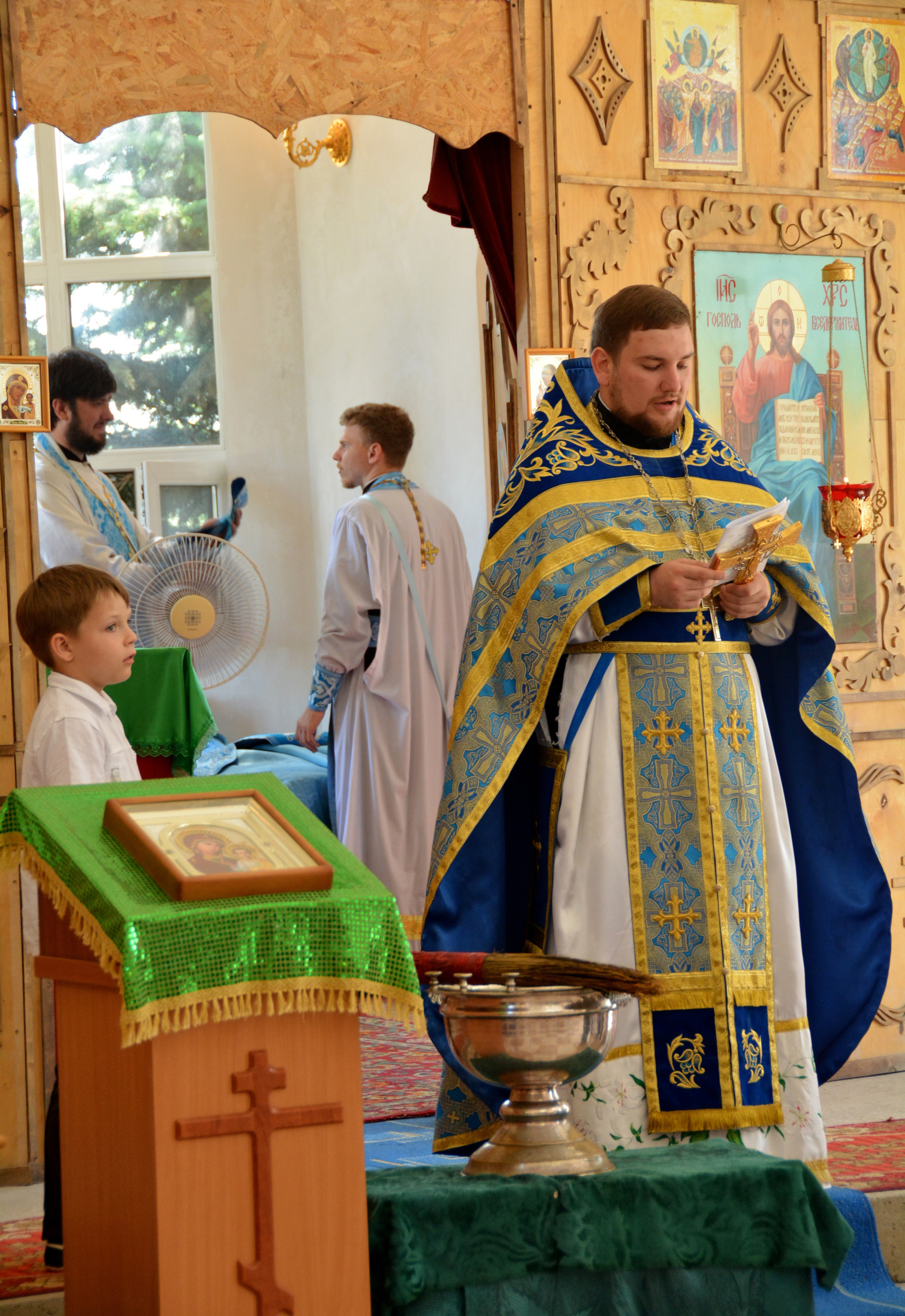
Иерей Владимир Татаркин
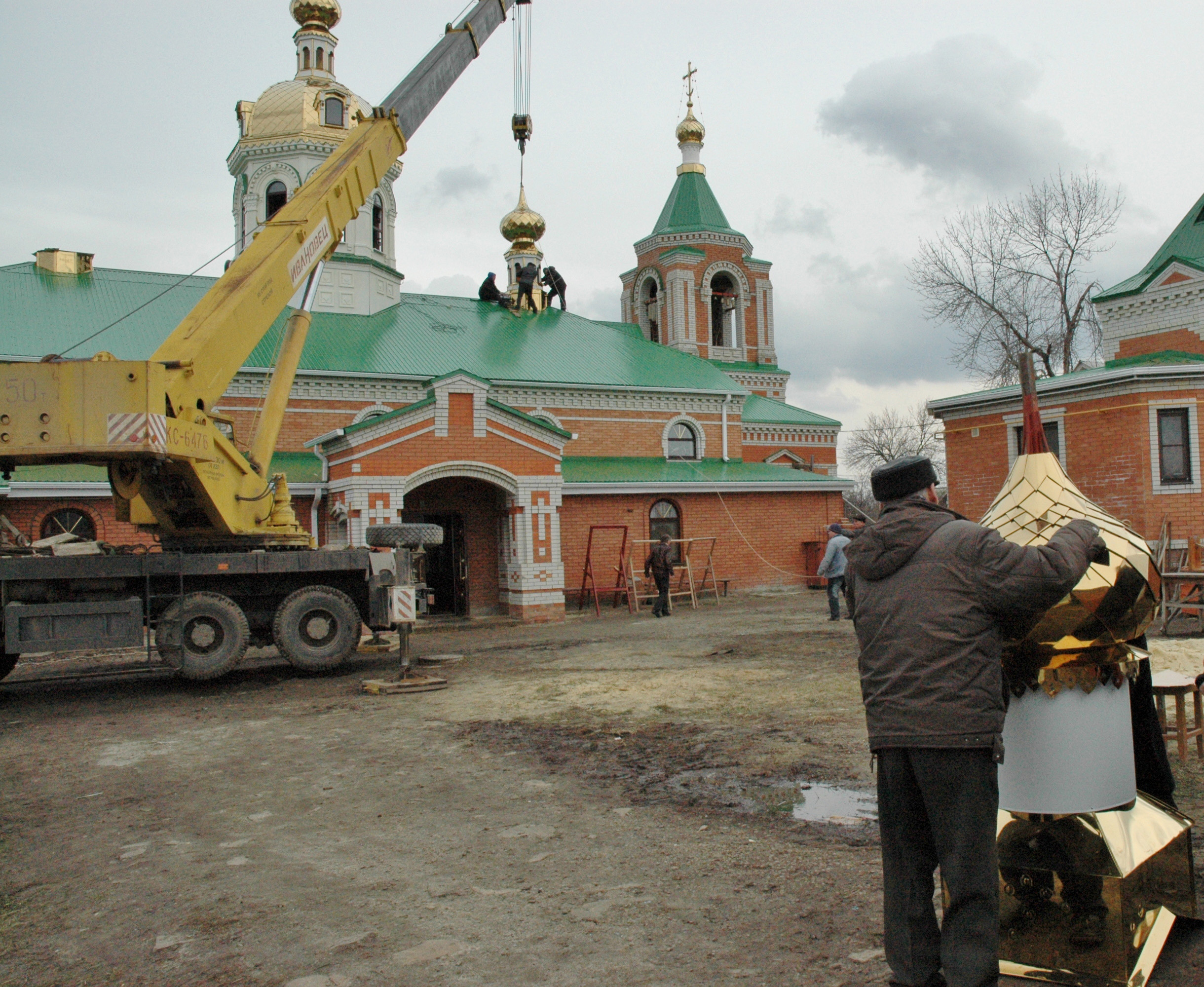
Установка куполов